# Kurman Dijarow
Kurman Dijarow (kaz. Құрман Дияров, ur. 28 października?/10 listopada 1910 w aule Enbek w obwodzie uralskim, zm. 8 lipca 1970 w Ałma-Acie) – radziecki polityk, działacz partyjny i państwowy Kazachskiej SRR.

## Życiorys
W 1930 ukończył technikum rolnicze w Uralsku, pracował jako starszy zootechnik sowchozu i później trustu sowchozów należącego do Ludowego Komisariatu Sowchozów Kazachskiej ASRR, następnie referent Komitetu Wykonawczego Zachodniokazachstańskiej Rady Obwodowej. W 1938 został szefem Wydziału Planowo-Finansowego i później zastępcą dyrektora trustu sowchozów Ludowego Komisariatu Sowchozów Kazachskiej SRR, 1939-1942 był zastępcą przewodniczącego Komitetu Wykonawczego Zachodniokazachstańskiej Rady Obwodowej, 1942-1943 zastępcą ludowego komisarza sowchozów zbożowych i hodowlanych Kazachskiej SRR, a 1943-1944 przewodniczącym Komitetu Wykonawczego Ałmaackiej Rady Obwodowej. Od 1944 do 1946 był zastępcą przewodniczącego Rady Ministrów Kazachskiej SRR, od 1946 do marca 1947 ministrem hodowli Kazachskiej SRR, od marca 1947 do 1952 przewodniczącym Komitetu Wykonawczego Pawłodarskiej Rady Obwodowej, a 1952-1953 ministrem gospodarki rolnej Kazachskiej SRR. W 1953 pełnił funkcję ministra gospodarki rolnej i zapasów Kazachskiej SRR, 1953-1955 ponownie ministra gospodarki rolnej Kazachskiej SRR, a 1955-1957 zastępcy przewodniczącego Komitetu Wykonawczego Ałmaackiej Rady Obwodowej. W 1957 był I wiceministrem sowchozów Kazachskiej SRR, 1957-1960 wiceministrem gospodarki rolnej Kazachskiej SRR, 1960-1961 I wiceministra sowchozów Kazachskiej SRR, a 1961-1965 I zastępcy szefa Celingradzkiego Krajowego Zarządu Sowchozów. Od 1965 do końca życia pełnił funkcję zastępcy przewodniczącego Państwowego Komitetu Planowania Rady Ministrów Kazachskiej SRR. Był odznaczony czterema Orderami Czerwonego Sztandaru Pracy i Orderem „Znak Honoru”.